# Agostino Antonio Giorgi
Agostino Antonio Giorgi est orientaliste italien, procureur général des augustins, conservateur de la bibliothèque Angélique, né à San Mauro, près de Rimini, en 1711, mort en 1797. Il dut les emplois auxquels il s’est élevé à la protection du pape Benoît XIV, qui faisait le plus grand cas de son érudition.

## Biographie
Né en 1711 à San Mauro, bourg près de Rimini, il entra en religion à Bologne, à l'âge de seize ans, et s'appliqua avec zèle à l'étude de la théologie, qu'il professa ensuite avec éclat dans plusieurs villes. Benoît XIV, qui avait connu Giorgi à Bologne, l'appela à Rome au grand collège, où il ne tarda pas non plus à briller ; car il était également habile dans la connaissance des langues grecque, hébraïque, chaldéenne, samaritaine et syriaque, toutes si importantes pour l'interprétation des livres sacrés. Le pape, qui voyait avec regret que les théologiens espagnols eussent si mal jugé l'Histoire du pélagianisme du cardinal Noris, mise par eux à l'Index, chargea Giorgi de faire l'apologie de cet ouvrage. Il répondit si bien à la confiance de Benoît XIV, que ce pontife lui témoigna sa satisfaction en l'admettant au nombre des hommes doctes qu'il réunissait dans son palais pour conférer sur les affaires de la religion, et en le plaçant à la tête de la bibliothèque Angélique. Les avantages et les agréments dont il jouissait à Rome expliquent le refus qu'il fit d'occuper la chaire de théologie de Vienne. Étant moins en évidence sous le successeur de Benoît XIV, époque où les sectateurs de la doctrine de Saint-Augustin semblèrent perdre de leur crédit, il put achever un travail pour lequel sa profonde connaissance de onze langues différentes lui donnait une grande facilité. Il était très-important pour les religieux envoyés en mission au Tibet de connaître la langue, les usages et la religion de ce pays. Ce que Hyde et d'autres savants en avaient écrit était loin de pouvoir satisfaire à ce que l'on désirait à cet égard. Giorgi avait voulu remplir cette lacune : le fruit de ses veilles fut l'ouvrage qu'il intitula Alphabetum tibetanum. Les recherches qu'il lui avait occasionnées le mirent sur la voie d'éclaircir plusieurs points d'érudition, et il publia ses découvertes. Le cardinal Stefano Borgia, juste appréciateur de son mérite, l'aida souvent de ses conseils dans tous les travaux qu'il entreprenait. Un démêlé assez vif que Giorgi eut, vers la fin de sa vie, avec le P. Paulinus de Saint Bartholomé, qui avait repris avec dureté ses opinions sur la religion des brahmes, prouva que l'âge ne lui avait rien fait perdre de son ardeur : elle éclatait toujours quand il s'agissait de soutenir la pureté de la foi, et c'est ce qui l'avait engagé à prendre part à des discussions qui s'étaient élevées sur la dévotion au Sacré-Cœur de Jésus. Son immense érudition faisait sans cesse recourir à lui, et le mettait en correspondance avec les savants de tous les pays. D'un caractère tranquille et modeste, il eût voulu ne vivre qu'avec ses livres ; mais il fut nommé à divers emplois, et entre autres à celui de procureur général de son ordre, qu'il remplit pendant vingt-deux ans. Il ne profita de son crédit parmi ses confrères que pour rétablir la règle dans toute sa pureté, faire disparaître des écoles de théologie tout ce qui restait de l'ancienne barbarie, et pour remettre en vigueur la bonne littérature. Il s'occupait encore, pour éclaircir l'histoire civile et ecclésiastique de sa patrie, d'un ouvrage sur les inscriptions grecques de l'église de Rimini. II ne put y mettre la dernière main, étant mort le 4 mai 1797.

## Œuvres

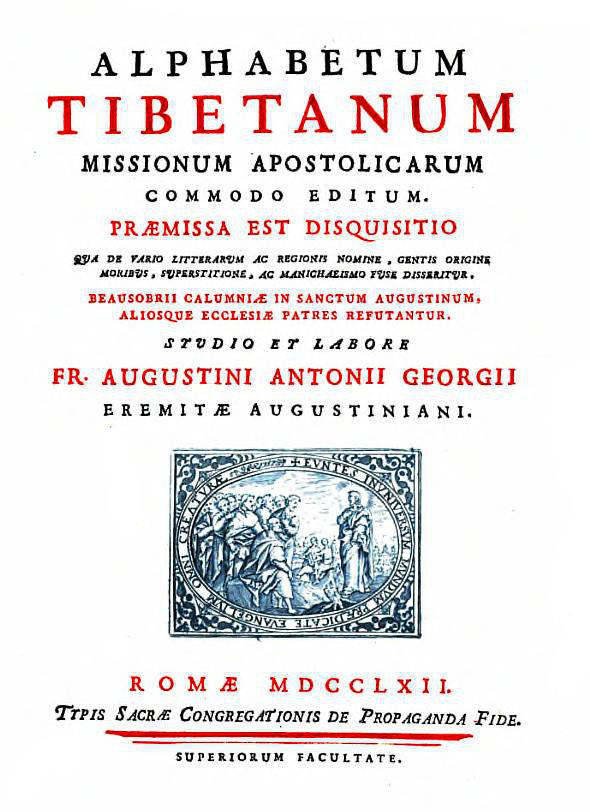

- Alphabetum tibetanum missionum apostolicarum commodo editum : præmissa est disquisitio, qua de vario litterarum ac regionis nomine, gentis origine, moribus, superstitione ac manicheismo fuse disseritur, Beausobrii calumniæ in sanctum Augustinum, aliosque Ecclesiæ patres refutantur, Rome, 1762, 1 vol. in-4°, figures. Giorgi profita, pour composer cet ouvrage, des matériaux envoyés au collège de la Propagande par les missionnaires capucins du Tibet, et entre autres par les Pères Francesco della Penna et Cassiano da Macerata. La figure des caractères avait été donnée par le P. Francesco della Penna ; Antonio Fontaviti les avait gravés en  1758 ; le cardinal Luis Belluga les fit fondre pour la société de la Propagande. Après avoir donné l'alphabet, Giorgi s'occupe de l'orthographe des mots, et de la syntaxe, et appuie tous les exemples sur les extraits des manuscrits tibétains découverts en 1721, près des sources de l'Irtych, publiés d'après les ordres de l'empereur Pierre Ier, par les soins de F. S. Bayer, et insérés dans les Acta Eruditorum de Leipzig, et, avec une traduction française de Fourmont, dans le Museum sinicum de Bayer. Aidé de la connaissance de plusieurs langues qui lui semblent présenter entre elles une sorte d'affinité, Giorgi trouve que ces manuscrits ne contenaient que des fragments de lois ; il essaye d'en donner une nouvelle traduction, qu'il accompagne d'un commentaire explicatif, et se hasarde d'en traduire pour la première fois la partie inédite. Le tout est précédé d'une histoire littéraire de la langue tibétaine en Europe, et d'une planche où sont représentés les instruments à écrire en usage au Tibet. Giorgi offre aussi au lecteur l'oraison dominicale, la salutation angélique, le symbole des apôtres et les dix commandements de Dieu en tibétain, et la traduction en latin de privilèges accordés aux missionnaires catholiques par le gouvernement du Tibet. Il avait eu d'abord le dessein de se borner à faire entrer dans son livre tout ce que l'on vient de passer en revue et qui suffit pour la connaissance de la langue. Une circonstance lui fit changer son plan : voyant que les Tibétains regardaient leur alphabet comme une chose divine, et les lettres qui le composent comme une émanation de la divinité, il pensa qu'il devait commencer par exposer les preuves sur lesquelles reposait ce sentiment ; c'est à quoi il emploie la première et la plus considérable partie de son livre. Il commence par donner l'étymologie du mot Tibet, et les recherches auxquelles il se livre pour la trouver lui fournissent l'occasion de faire l'histoire de Xaca, prophète et législateur des Tibétains, de présenter la chronologie des rois du Tibet et des grands lamas, d'y joindre la géographie de ce royaume, et le journal d'un voyage du Bengale au Tibet ; enfin de traiter de la cosmogonie et du cycle, et d'expliquer la formule religieuse des Tibétains. Le tout est terminé par une oraison fervente adressée à Dieu pour leur conversion. Giorgi avoue, à la fin de sa préface, que le grand nombre des lamas ou moines tibétains et le crédit dont ils jouissent rendent cette œuvre très-difficile ; mais il ajoute que les missionnaires chrétiens ne doivent pourtant pas en désespérer, et que les erreurs du manichéisme faisant le fond de la religion du pays qu'ils ont à convertir, ils doivent surtout se livrer à l'étude des œuvres de Saint-Augustin, où ils puiseront les meilleurs arguments pour combattre l'erreur. Mais à quoi peut servir le travail de Giorgi ? Son érudition n'est pas seulement confuse et superflue ; elle est encore vaine et mensongère. Il prouve ordinairement toute autre chose que ce qu'il avance, et le seul objet qu'il semble avoir eu en vue, c'est d'entasser dans chaque page des textes de toutes langues, coptes, tibétains, grecs, anciens, modernes, etc., sans choix, sans critique, sans nécessité. On doit, en le lisant, s'attacher à démêler soigneusement ce qui est de lui, pour n'en tenir aucun compte, et les documents venus du P. Francesco della Penna et des autres missionnaires du Tibet, documents authentiques et précieux, mais que Giorgi a malheureusement embrouillés, défigurés, tourmentés, pour les ramènera son système. Son parallèle du manichéisme et du lamisme, outre la puérilité des étymologies et la tournure forcée de ses rapprochements, pèche encore par le fond, en ce qu'il donne une idée tout à fait fausse de la doctrine indo-tibétaine. Quant à l'alphabet, Giorgi a tiré un si mauvais parti des matériaux qu'il a mis en œuvre, qu'on ne peut, avec le volumineux traité qu'il lui consacre, lire correctement une seule syllabe tibétaine. Pour se former une idée juste du système orthographique de cette langue, il faut oublier tout ce qu'a dit Giorgi ou son abréviateur Amaduzzi, et s'en tenir à ce qu'on en lit d'après le P. Domenico da Fano, dans l'ouvrage de Deshautesrayes. Enfin, il est démontré pour nous que Giorgi, en écrivant sur le tibétain, n'en connaissait pas même les lettres, et c'est un fait curieux pour l'auteur d'un Alphabet de 900 pages[1]. Ainsi l'on doit savoir gré aux savants qui ont fouillé dans ce chaos pour en tirer ce qui pouvait intéresser le plus grand nombre des lecteurs. J. N. Eyring publia en allemand, dans les tomes 5, 6 et 7 de la Bibliothèque historique de Gatterer, des extraits considérables de l'Alphabetum tibetanum. Fabri en a inséré de plus amples, mais qui n'ont pas eu de suite, dans son Recueil de géographie et de voyages, Halle, 1783, in-8°, en allemand, avec figures. Il faudrait peu de chose pour compléter ce travail, qui serait facilité par une table des matières, très-étendue, placée à la fin de l'Alphabetum tibetanum. L'Histoire de la Chine, de Duhalde, les Lettres édifiantes, les Voyages de Bogie et de Turner, le morceau donné sur le Tibet par Pallas, dans ses Mélanges sur le Nord et traduit par Beuilly, 1 volume in-8°, et diverses notes de Langlès ajoutées à la traduction des Voyages de Thunberg et à celle des Recherches asiatiques, nous ont procuré sur le Tibet des notions plus exactes que celles que Giorgi avait recueillies.
- Fragmentum Evangelii S. Johannis græco-copto-thebaicum sæculi IV. Additamentum ex vetustissimis membranis lectionum evangelicarum divinæ missæ, cod. Diaconici reliquiæ et liturgica alia fragmenta veteris Thebaidensium ecclesiæ ante Dioscorum, e Veliterno Museo Borgiano nunc prodeunt in latinum versa et notis illustrata, Rome, 1789, in-4°. Giorgi ne se contente pas d'examiner ce fragment en grammairien ; il saisit aussi l'occasion de confirmer par son antiquité, qu'il s'attache à démontrer, le sens de plusieurs passages mal interprétés par des écrivains hétérodoxes. Il prouve de plus, par les morceaux qu'il y a joints, l'ancienneté de plusieurs points de la doctrine de l'Église. Cet ouvrage donna lieu au suivant, imprimé à Paris : Manuscrits précieux à la doctrine de l'Église et à la pratique du culte catholique, nouvellement publiés à Rome sous ce titre : « Fragmenta, etc.
- De miraculis sancti Coluthi et reliquiis actorum sancti Panesniv martyrum fragmenta duo, alterum auctius, alterum nunc primum editum : præit dissertatio eminentissimi S. Card. Borgiæ de cultu S. Coluthi ; accedunt fragmenta varia notis inserta ; omnia ex Museo Borgiano Veliterno deprompta et illustrata, Rome, 1795, in-4°. Tous ces fragments sont intéressants pour l'étude de la langue égyptienne. Giorgi pensait qu'indépendamment des dialectes thébaïque et memphitique, i! y en avait un troisième (le bachmourique), qu'il appelle ammonique, connu dès le temps d'Hérodote, parlé dans toute la partie occidentale du Saïd, et jusque dans la Nubie, et cultivé même après l'invasion des Arabes. Il en reconnaît des traces dans ces fragments et dans d'autres que lui offrit la riche collection du cardinal Borgia. Cette dissertation contient aussi beaucoup de choses relatives à la chronologie, à la géographie et à tout ce qui touche le sujet principal.
- Christotimi Ameristæ adversus epistolas duas ab anonymo censore in dissertationem commonitoriam Camilli Blasii de festo cordis Jesu eulgatas antirrheticus ; accedit mantissa contra epistolium tertium nuperrime cognitum, Rome, 1772, in-4°.
- Lettera di Antropisco Teriomaco a Cristotimo in defesa dell'avvocato Blasi contro la lettera fiorentina di un Villegiante detto il Teologo cacciatore. Elle se trouve dans le livre intitulé Lettere italiane aggiunte all'Aniltirretico in difesa della dissertazione commonitoria dell'avvocato Camillo Blasi sopra l'adorazione e la festa del cuor di Gesù, Rome, 1772, in-4°. Ces lettres furent écrites, comme on le voit, pour défendre l'avocat Blasi, qui avait combattu la dévotion au Sacré-Cœur de Jésus.
- De arabicis interpretationibus veteris Testamenti epistola. On la trouve dans le Specimen ineditæ versionis arabico-samaritanæ Pentateuchi e codice manuscripto bibliothecæ Barberinæ edidit et animadversiones adjecit A. Chr.Hwiid havniensis, Rome, 1780, in-8°.
- De versionibus syriacis novi Testamenti epistola, dans l'ouvrage de J.-G. Adler, sur le même sujet, Copenhague, 1790.
- De inscriptionibus palmyrenis quæ in Museo capitolino adservantur interpretandis epistola ad Nic. Foggini, 1782, in-8° ; se trouve aussi dans le tome 4 du Museum capitolinum. Giorgi pense que le palmyréen avait tant d'affinité avec l'hébreu, que les mots répondent les uns aux autres dans les deux langues et offrent absolument le même sens, rendu par les anciennes explications latines et grecques qui accompagnent ces inscriptions. Il en prend occasion, suivant sa coutume, d'entamer une longue dissertation sur la langue hébraïque.
- Plusieurs autres ouvrages, dont on peut voir la liste à la suite de sa Vie insérée dans le tome 18 des Vitæ Italorum de Fabroni. Voyez aussi l'Elogio del P. Giorgi, dall'abbate Fontani, Florence, 1798, in-4°.